# Glossoloma
Glossoloma es un género con 28 especies de plantas herbáceas perteneciente a la familia Gesneriaceae. Es originario de América.

## Descripción
Son arbustos o hierbas gruesas con raíces fibrosas que tienen hábitos terrestred (rara vez epífitas)  . Los tallos son cilíndricos o cuadrangulares. Las hojas son opuestas, pecioladas, con la lámina elíptica a ovada, el margen entero o aserrado , venación secundaria en lugar visible cuando está seca. La inflorescencias en cimas axilares , con 1  a 3 flores. Flores densamente apiñados o ± solitario, resupinadas, pedúnculo ausente. Sépalos casi libres, de color verde, ampliamente ovados , enteros a serrados, pubescentes o pilosas . Corola oblicua a la horizontal en el cáliz , tubular y  generalmente, de color amarillo o rojo. El fruto es una cápsula bivalva carnosa rodeada del cáliz persistente. Las semillas son numerosas, longitudinalmente estriadas. El número de cromosomas : 2n = 18.

## Distribución y hábitat
Se distribuyen desde el sur de México hasta el noroeste de América del Sur, al sur de Bolivia. Tienen hábitos terrestres (rara vez epífitas ) ; creciendo en lugares húmedos y bosques húmedos, principalmente en las elevaciones más altas . 

## Etimología
El nombre del género deriva de las palabras griegas γλωσσα, glossa = la lengua , y λωμα , loma = (frontera , margen), en alusión al labio inferior de la corola parecida a una lengua.

## Especies seleccionadas
- Glossoloma altescandens  	(Mansf.) J.L.Clark
- Glossoloma anomalum 	J.L. Clark
- Glossoloma baguense 	(L.E.Skog) J.L. Clark
- Glossoloma bicolor 	(Kunth) J.L. Clark
- Glossoloma bolivianum 	(Britton) J.L. Clark